# 마드리드 지하철 5호선

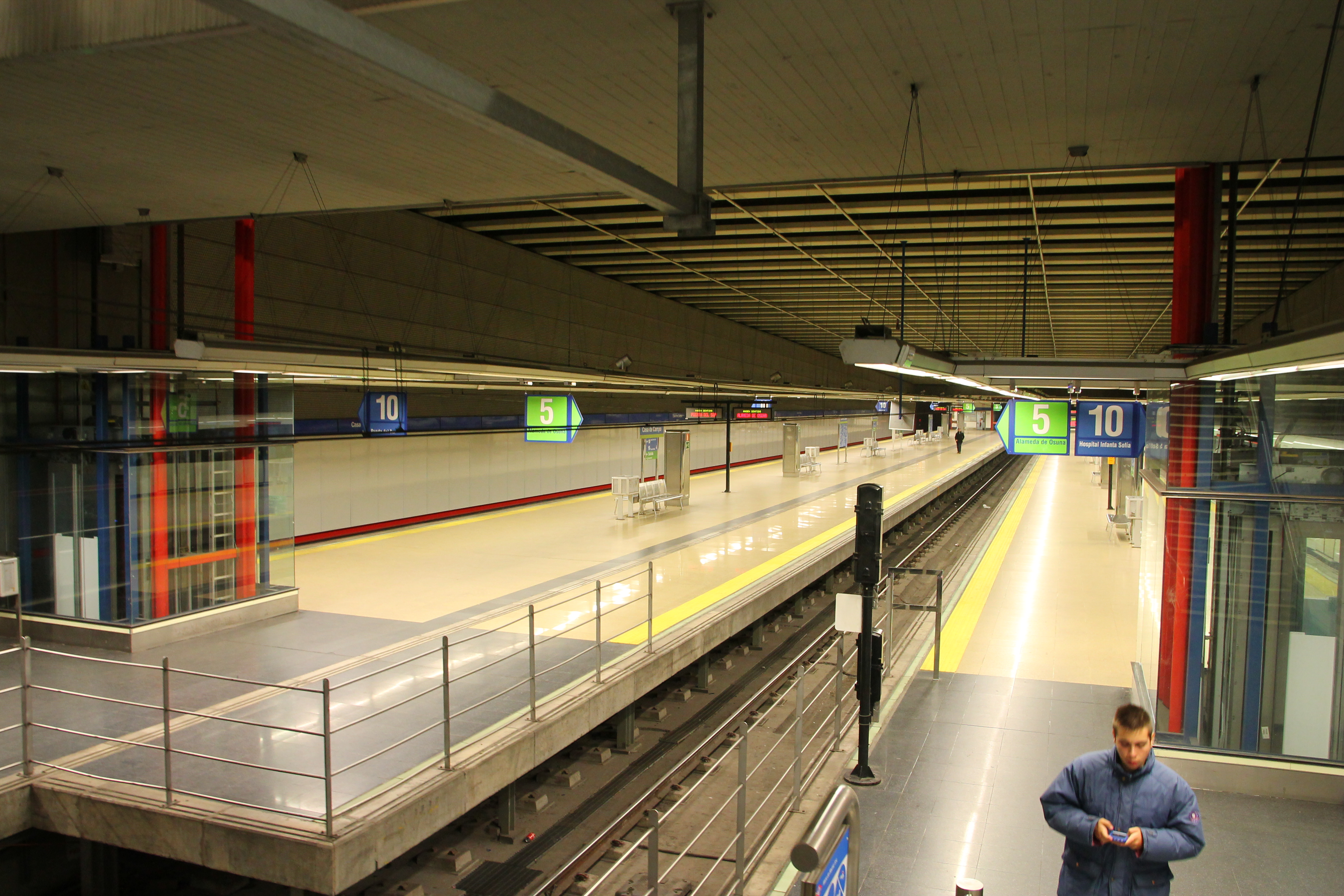
5호선의 카사 데 캄포 역

마드리드 지하철 5호선(línea 5)은 스페인 마드리드 지하철의 노선 중 하나로, 마드리드 남서부와 북동부를 잇는다. 알라메다 데 오수나 역에서 카사 데 캄포 역까지 총 32개 역이 운영되고 있으며 각 역의 승강장 길이는 90m이다. 총길이는 23.2km이며 에우헤니아 데 몬티호 역-엠팔메 역 구간은 지상구간이다.
마드리드 지하철의 여타 노선과는 달리 마드리드 시내의 주요 도로를 따라 쭉 달리는 노선은 아니다. 도심을 분명히 통과하는 구간 (알론소 마르티네스-아카시아스)이 있긴 하나 지상의 어느 거리를 따라서 이어지는 것은 아니다. 때문에 도심 구간은 다른 노선의 터널과 겹치지 않기 위해 훨씬 더 깊게 지어져 있다. 또 거리를 따라가지 않아 건물 밑으로 지나가는 경우도 많으므로, 지반을 다지고 공간을 확보하기 위해선 깊게 지을 수밖에 없었다는 이유도 있었다.

## 역사
5호선은 1968년 6월 5일 카야오-카라반첼 구간 개통과 함께 처음으로 운행에 들어갔다. 카라반첼 역은 당시 S선이라는 노선도 운행되던 환승역이었다. 1970년 3월 2일에는 카야오 역에서 시우다드 리네알 역까지 연장되었다. 다만 이 중에서 벤타스-시우다드 리네알 구간은 지난 1964년 2호선의 일부로 개통되었다가 편입된 구간이다.
1976년 S선의 카라반첼-알루체 구간이 5호선으로 편입되었는데 이는 알코르콘과 모스톨레스를 잇는 신설 철도 노선 (지금의 세르카니아스 C5호선)으로 더욱 쉽게 환승할 수 있도록 하기 위해서였다. 1980년 5월 28일에는 시우다드 리네알에서 카니예하스 역까지 연장되었다.
1999년 10월 27일 알루체 역과 카라반첼 역 사이에 에우헤니아 데 몬티호 역이 신설되었다. 5호선 지하터널의 진입구 부근에 자리한 역이었기 때문에 지상역이 되었다. 2002년 5월 22일에는 10호선이 카사 캄포 역에서 남쪽으로 연장됨에 따라 알루체에서 카사 데 캄포에 이르는 대부분의 지상구간이 5호선에 편입되었다. 2006년 11월 24일에는 카니예하스에서 알라메다 데 오수나 역까지 연장되었다.
차후에는 알라메다 데 오수나에서 코랄레호스까지 역 한개를 추가로 연장할 계획이다. 이곳에서 8호선과 교차하기 때문에 8호선 쪽에도 역이 하나 추가될 예정이다.

## 환승 정보

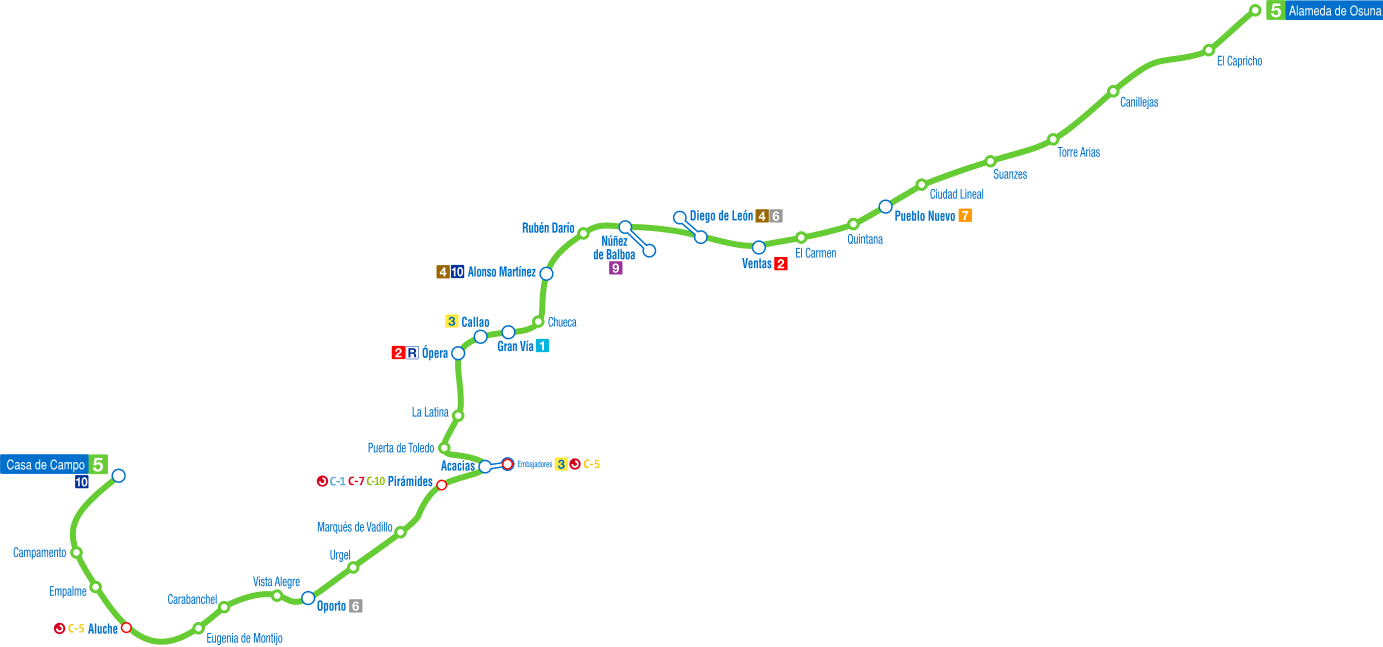
5호선 노선도

5호선은 마드리드 시에 북동쪽에서 남서쪽 방면으로 죽 걸쳐 있으며, 중간에 도심을 통과하기 때문에 여행자 입장에서는 가장 중요한 노선이다. 5호선과 환승되는 노선은 다음과 같다.
- 1호선 - 그란 비아 역
- 2호선 - 오페라 역, 벤타스 역
- 3호선 - 카야오 역, 아카시아스 역 (환승통로 이용)
- 4호선 - 알론소 마르티네스 역, 디에고 데 레온 역 (환승통로 이용)
- 6호선 - 아르궤예스 역, 아베니다 데 아메리카 역, 디에고 데 레온 역 (환승통로 이용)
- 7호선 - 아베니다 데 아메리카 역
- 9호선 - 아베니다 데 아메리카 역
- 10호선 - 누녜스 데 발보아 역
- 라말 선 - 오페라 역
- 세르카니아스 마드리드 - 알루체 역, 피라미데스 역, 아카시아 역 (환승통로 이용)

이밖에도 카니예하스 역과 시우다드 리네알 역 (2번), 오포르토 역과 알루체 역 (4번), 알루체 역과 캄파멘토 역 (5번)에서는 마드리드 시외버스 노선이 다니는 정류장이 있다.

## 같이 보기
- 마드리드 지하철